# Ларамідія

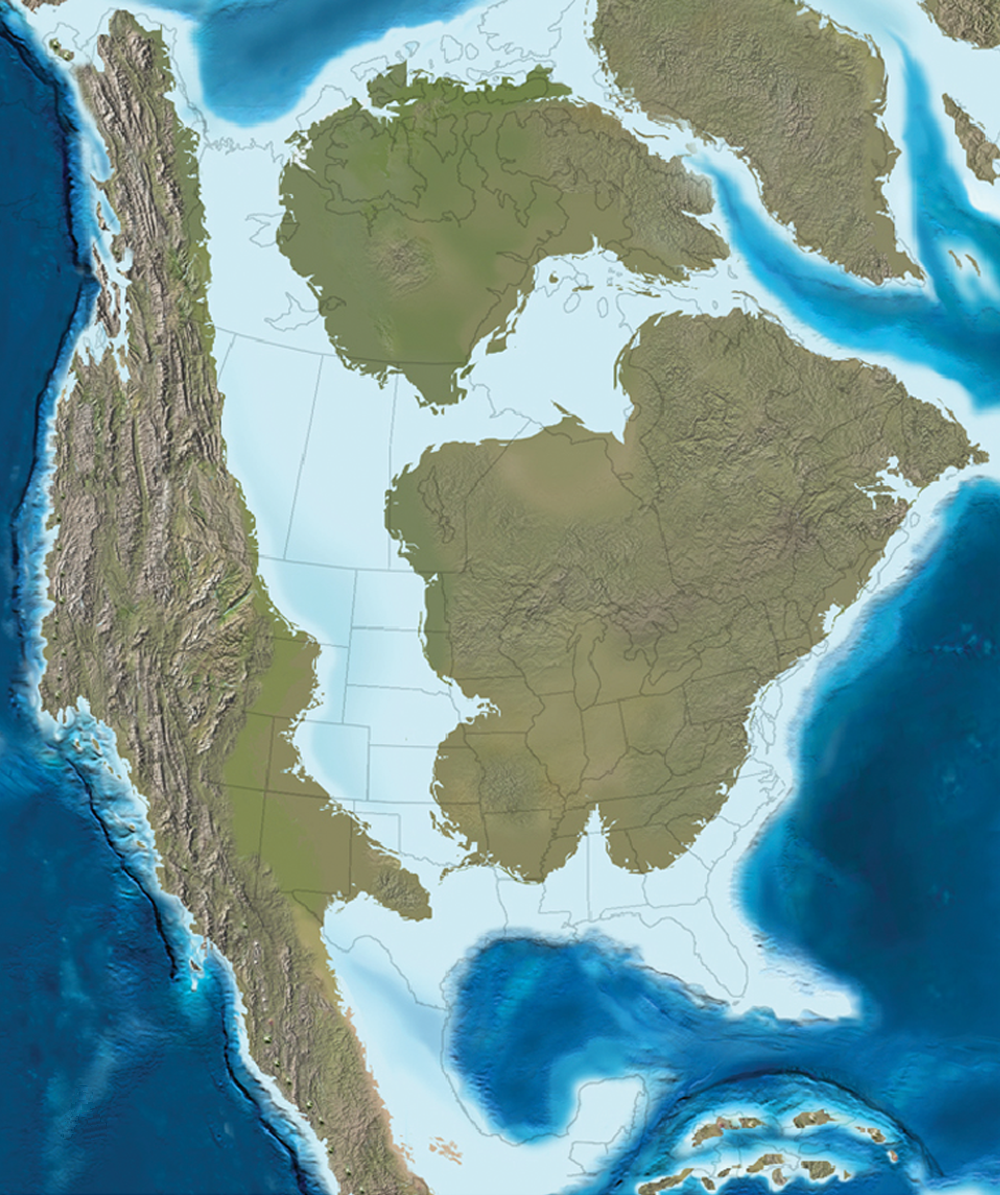
Північна Америка часів кампанського ярусу

Ларамідія — континент, який існував на Землі впродовж сантонського і кампанського ярусів, 86—72 млн років тому. Являє собою західну частину Північної Америки, ізольовану Західним внутрішнім морем від східної, названої континентом «Аппалачія». 
Материк виглядав як витягнута смужка від Аляски до Мексики, найширшою ця смужка була в зоні північної частини США і південної частини Канади, на території Техасу існував витягнутий півострів. Назва «Ларамідія» була дана Девідом Арчібальдом в 1996 році.

## Утворення
Причиною утворення континенту є рух Тихоокеанської літосферної плити, яка ще 90 млн років тому в часи туронського ярусу почала повільно заповзати під Північноамериканську літосферну плиту, таким чином поступово піднімаючи останню і рівень моря у світі. Приблизно на початку Сантону Північна Америка повністю розділилася.

## Закінчення існування

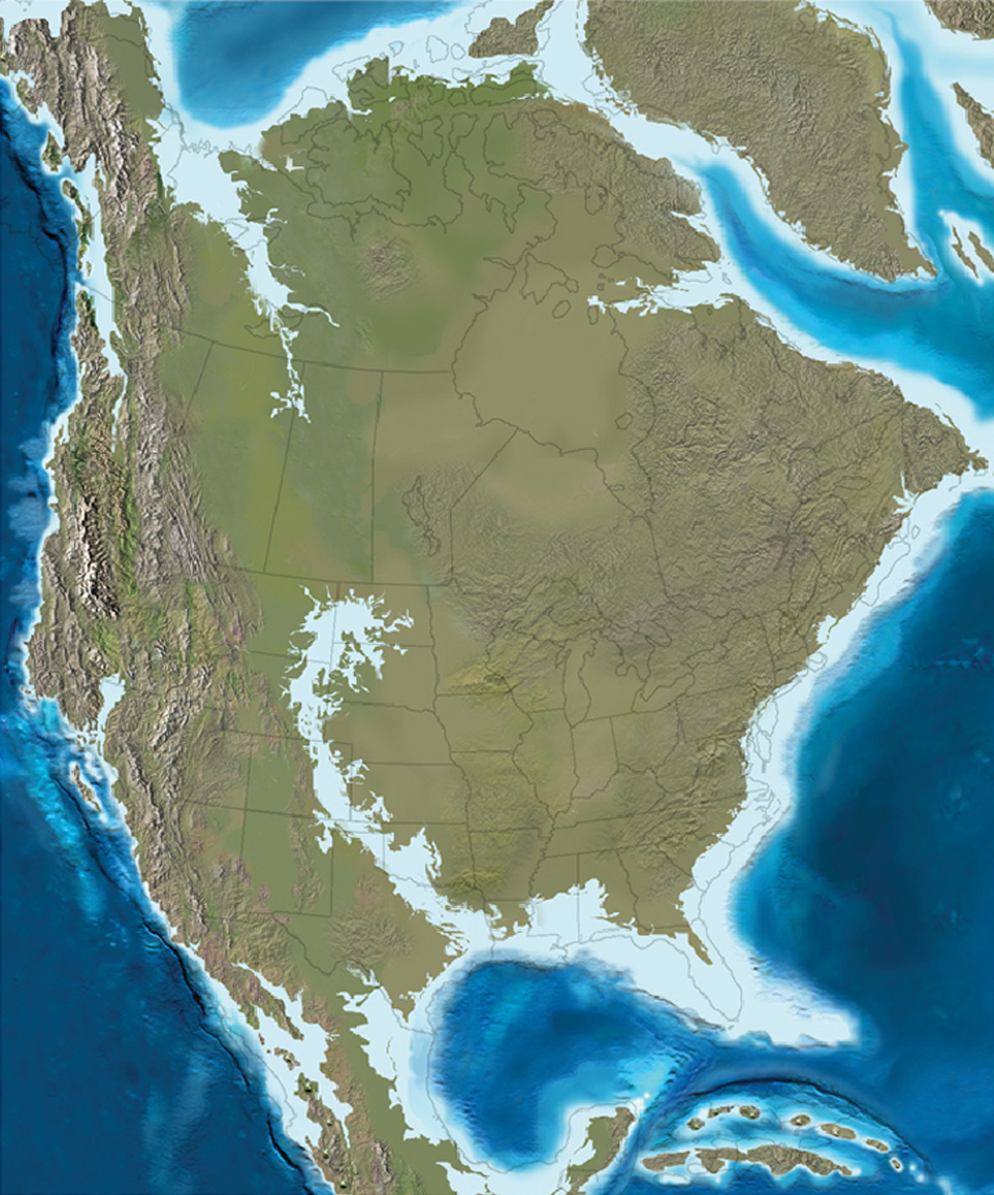
Північна Америка часів маастрихтського ярусу

Приблизно 70 млн років тому, в кінці кампану Тихоокеанська плита почала рухатись назад, рівень моря почав падати, а Ларамідія з Аппалачією почали з'єднуватись на території Канадської провінції Саскачеван, таким чином Західне внутрішнє море зникло, а два доісторичних континенти перестали існувати.

## Погодні умови
Західна частина була переважно гірської місцевості, східна частина була більш рівнинною. Також вздовж берега Західного внутрішнього моря від південної частини Альберти, через Монтану і до Вайомінгу були масивні болота, ця територія піддавалась активним наводненням, тому тут складалися хороші умови фосилізації, через це в даних регіонах знайдено дуже багато скам'янілостей.
Витягнутість континенту створила сильний широтний градієнт клімату, тому флора і фауна з півночі на південь сильно відрізнялася.

## Взаємодії з іншими континентами

### Взаємодія з Азією
Як показує вивчення різних родин динозаврів, з Азії в Ларамідію і навпаки відбувалось багато міграцій, це вказує на те, що Ларамідія та Азія регулярно з'єднувались в зоні Аляска—Камчатка. Відкриття постійного переходу дало відповідь, чому в умовного динозавра, який жив в США і Канаді давніші предки жили там саме, а ближчі предки жили на території Монголії і Китаю. Навіть в кінці маастрихтського ярусу, коли Ларамідія з Аппалачією злились в одне ціле, а від Азії навпаки повністю ізолювалась; фауна Північної Америки та Азії залишались дуже схожими.

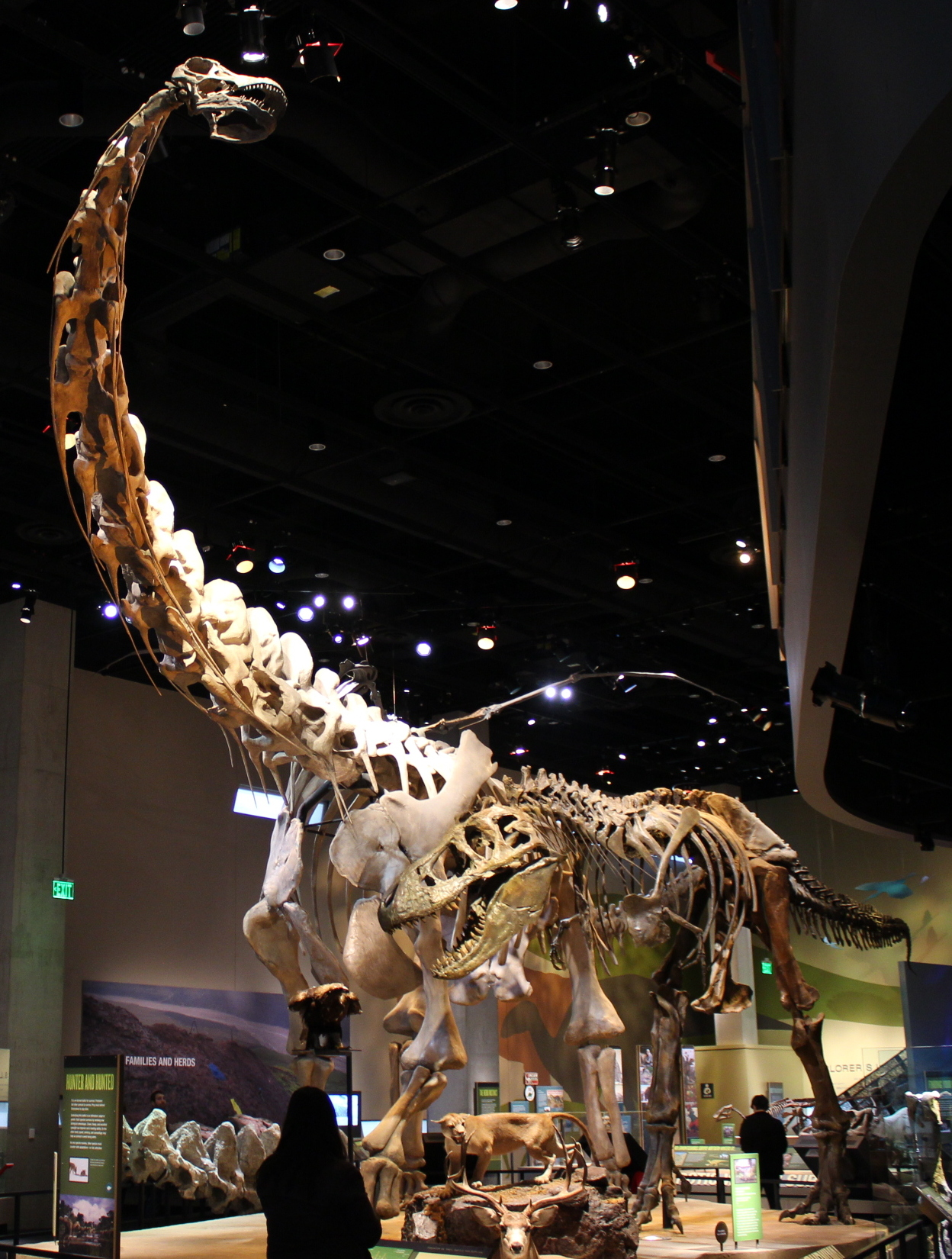
Реконструкція скелета Аламозавра з Тиранозавром

### Взаємодія з Аппалачією
Не зважаючи на те, що по суті саме Ларамідія і Аппалачія стануть одним континентом, вони так і не взаємодіяли між собою до кінця свого існування, тому Аппалачія на відмінну від Ларамідії була 15 мільйонів років повністю ізольована.

### Взаємодія з Південною Америкою
Починаючи з кінця Сеноманського ярусу — 93 млн років тому — усі завроподи в Північній Америці вимерли, проте на початку маастрихту і до кінця мезозйської ери на південній території материка з'являється гігантський Сальтазаврид — Аламозавр, родина Сальтазаврових в основному була розповсюджена в Південній Америці, тому динозавра можна вважати потомком емігрантів. Оскільки найраніший зразок Аламозавра датується 70 млн років тому, коли Північна Америка вже була одним цілим, Ларамідія скоріш за все, як окремий континент не взаємодіяла з Південною Америкою.

## Фауна

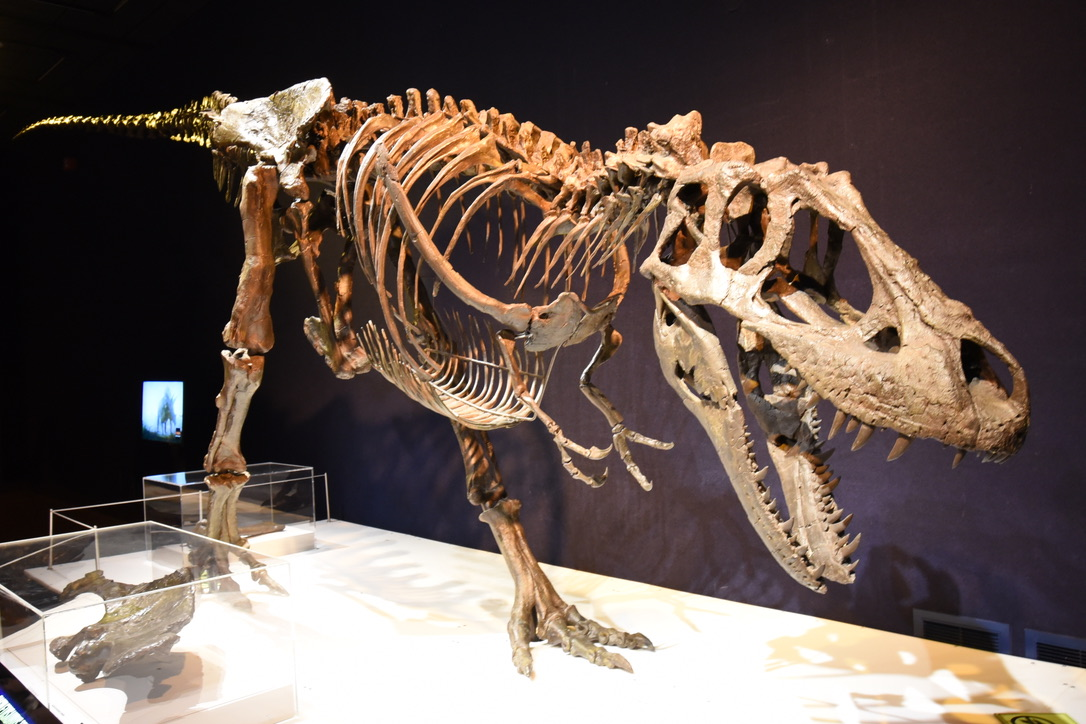
Дасплетозавр, наймасивніший хижак Ларамідії

### Хижаки

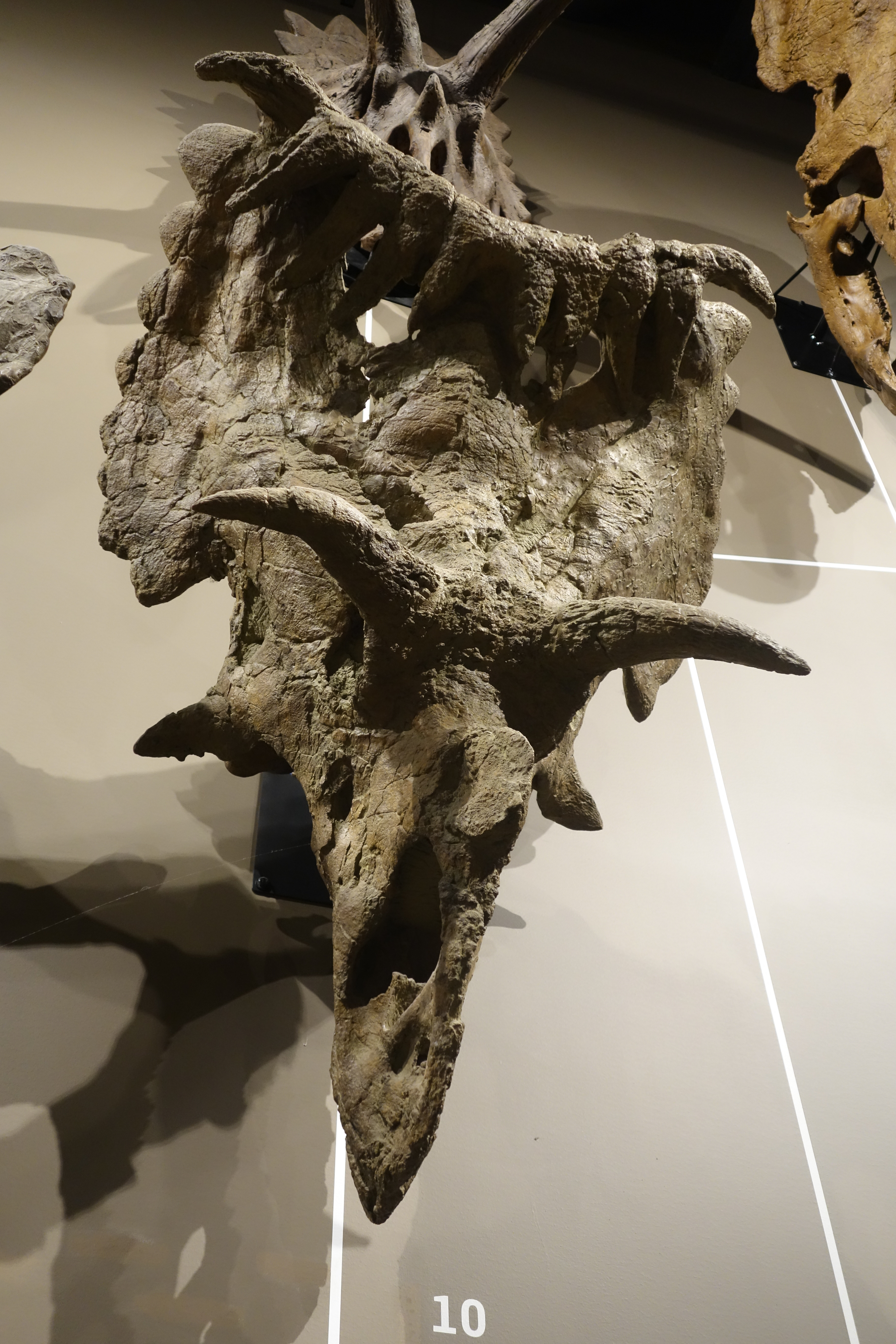
Череп Космоцератопса

Домінуючими хижаками Ларамідії були Тиранозавроїди. Спочатку були Тиранозаврові: Літронакс і Тератофоней, потім їх заміняли пізніші родичі. На Алясці жив невеличкий полярний Тиранозавровий — Нанукзавр, на півдні альфа хижаком був Тиранозавроїд під назвою Бістахіеверсор, який не належав до родини Тиранозаврових, являючи собою найближчий до них сестринський таксон.
Найбільшими, найпізнішими та найпоширенішими з Тиранозавроїдів Ларамідії були: Горгозавр, Дасплетозавр і Альбертозавр; це були дев'ятиметрові тритонні хижаки, перші два співіснували разом, що є дуже рідкісно для настільки великих хижаків.
Також можливо на континенті жив 12-метровий Дейнозух — найбільший в історії Крокодиломорф, проте його знахідки були знайдені в Аппалачії, тому не відомо чи жив він в Ларамідії.

### Малі травоїдні динозаври
До малих травоїдних динозаврів відносяться: Пахіцефалозаври, по типу Аляскацефала, Стегоцераса; Орнітомімові по типу Орнітоміма і Струтіоміма; розповсюдженими також були Тесцелозаври.

### Великі травоїдні динозаври
Маленьку частку великих травоїдних складали Анкілозаври, наприклад: Сколозавр, Еуплоцефал, також був один Нодозавр — Едмонтонія.

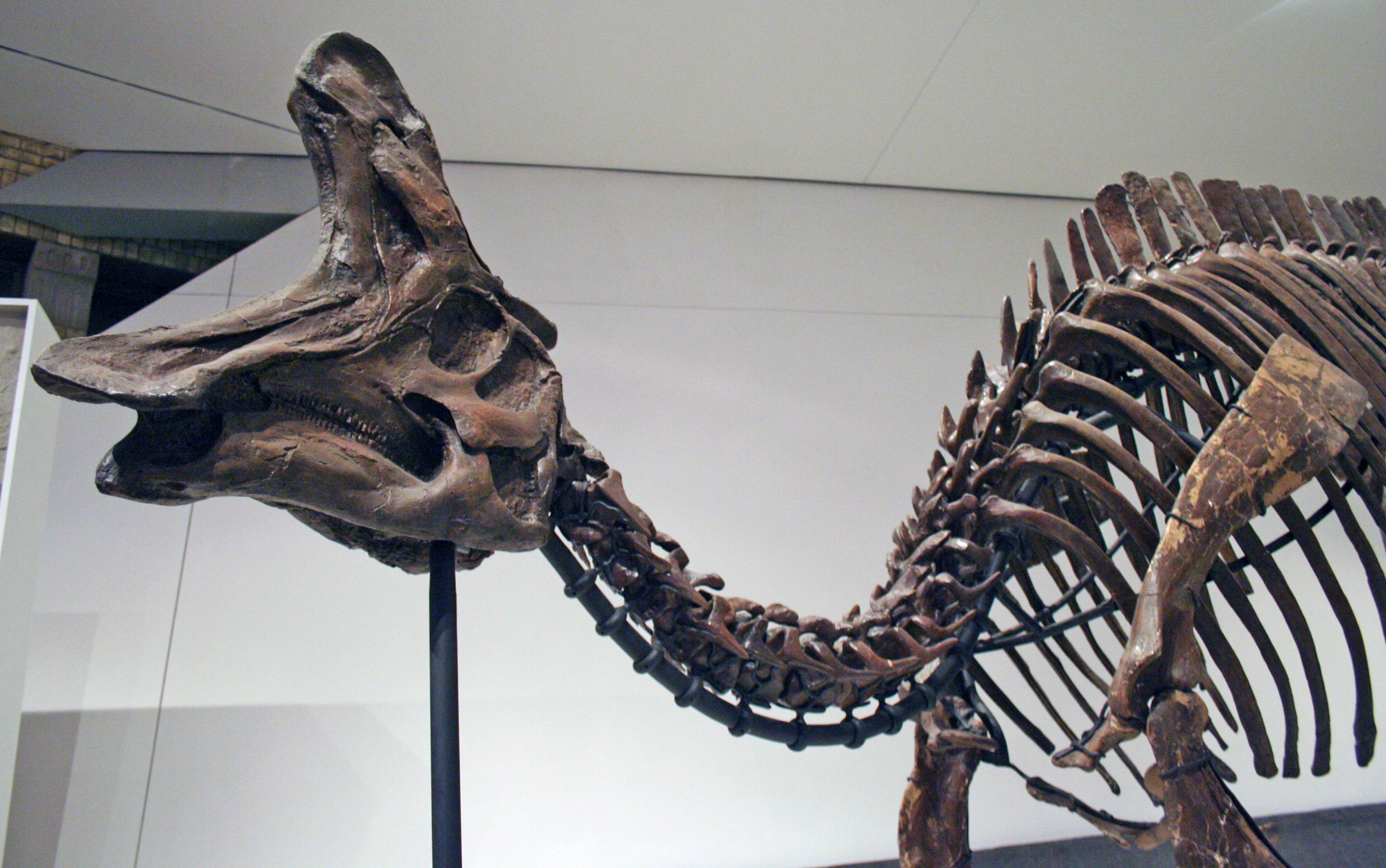
Скелет Ламбеозавра

Основну масу великих травоїдних складали Цератопсиди, по типу Центрозаврин: Пахирінозавра, Стиракозавра, Авацератопса і Хасмозаврин: Агужацератопса, Космоцератопса, Пентацератопса. Також було багато Гадрозаврів, таких, як Ламбеозаврини: Паразауролоф, Ламбеозавр, Коритозавр, і Завролофини: Брахілофозавр, Едмонтозавр.
Як показують локації знахідок, Центрозавринові Цератопси та Завролофинові Гадрозаври жили в північних регіонах Ларамідії, а Хасмозавринові Цератопси та Ламбеозавринові Гадрозаври жили в південній частині материка. Крім того, перші дві підродини були основною здобиччю Горгозавра, а останні два — здобиччю Дасплетозавра, це трохи пояснює співіснування разом двох гігантських хижаків.